# Cantharellus

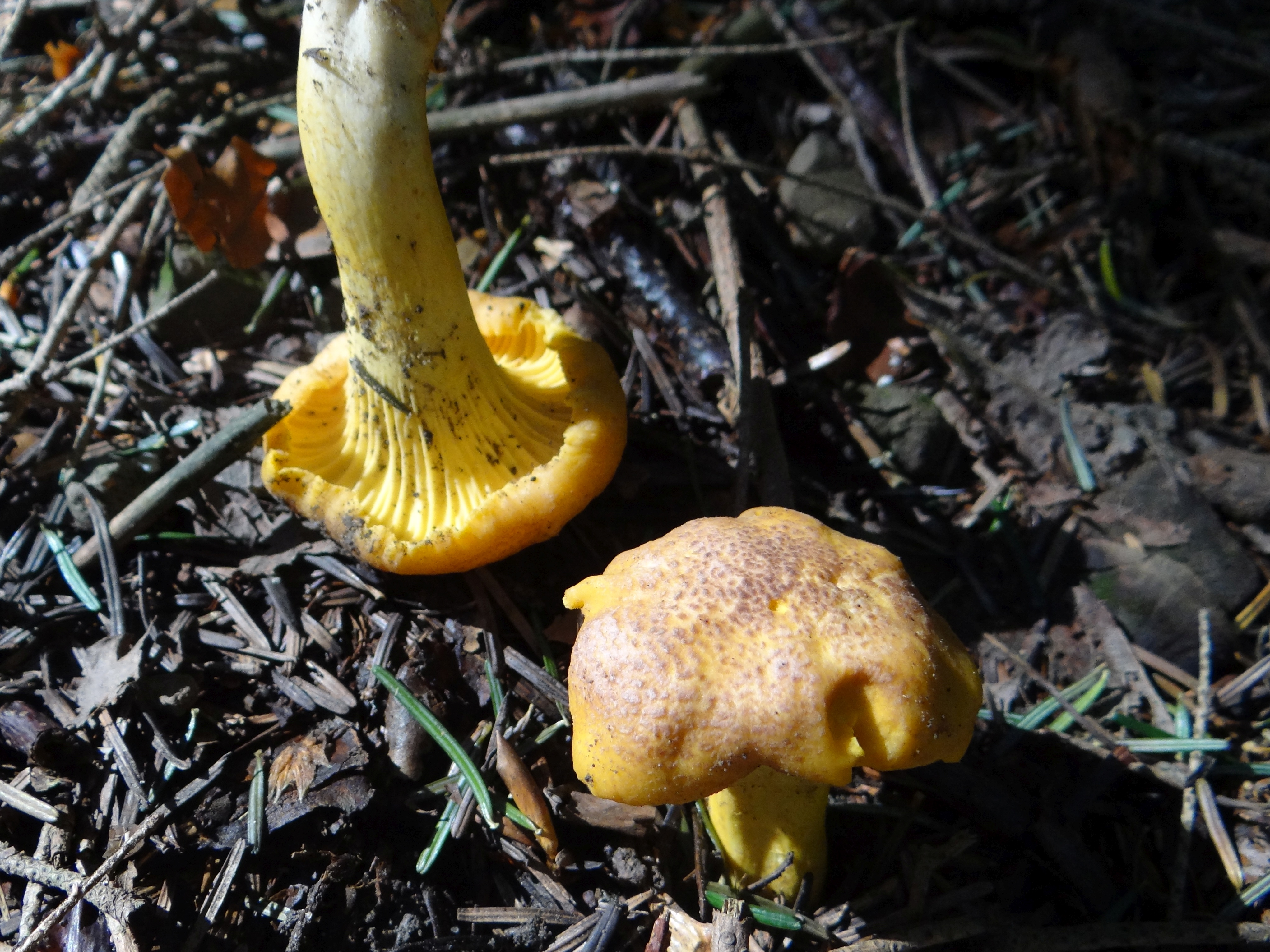
Pieprznik ametystowy

Cantharellus Adans. ex Fr. (pieprznik) – rodzaj grzybów z rodziny kolczakowatych (Hydnaceae).

## Charakterystyka
Naziemne grzyby ektomykoryzowe występujące w towarzystwie sosny, świerku, dębu i grabu. Pod względem budowy owocnika zaliczane są do grupy grzybów kantarelloidalnych. Cechą charakterystyczną owocników jest łagodne połączenie kapelusza i trzonu – nie ma ostrej granicy między nimi. Hymenofor u grzybów z rodzaju Cantharellus jest gładki, pofałdowany, lub składa się (jak u wszystkich pieprznikowatych) z listew połączonych anastomozami. Żaden z kilku występujących w Polsce gatunków nie jest trujący.
Wraz z postępem badań taksonomicznych, większość wcześniej przypisanych do tego rodzaju gatunków została przesunięta do co najmniej 40 różnych rodzajów i dziewięciu odrębnych rzędów. W przeciwieństwie do monowarstwowych podstawek w Agaricales, Cantharellus charakteryzuje się podstawkami rozwijającymi się na warstwie starszych, wskutek czego po osiągnięciu dojrzałości hymenium jest pogrubione. Podstawki w tym rodzaju mają długie, zakrzywione sterygmy. Bazydiospory są gładkie, a ich liczba może się wahać od dwóch do ośmiu na jednej podstawce. Brak cystyd. System strzępkowy jest monomityczny, strzępki mają sprzążki.

## Systematyka i nazewnictwo
Pozycja w klasyfikacji według Index Fungorum: Cantharellaceae, Hydnaceae, Incertae sedis, Agaricomycetes, Agaricomycotina, Basidiomycota, Fungi.
Synonimy naukowe: Alectorolophoides Battarra ex Earle, Chanterel Adans., Hyponevris Paulet, Merulius Haller ex Boehm.,
Merulius Haller.
Polską nazwę podał Franciszek Błoński w 1888 r. (za Krzysztofem Klukiem). W polskim piśmiennictwie mykologicznym należące do tego rodzaju gatunki opisywane były także jako lisica, stroczek, kurka, pieprzyk, kurek, lisiczka, stągiewka.
Gatunki występujące w Polsce:
- Cantharellus amethysteus (Quél.) Sacc. 1887 – pieprznik ametystowy[6][7]
- Cantharellus cibarius Fr. 1821 – pieprznik jadalny
- Cantharellus ferruginascens P.D. Orton 1969 – pieprznik rdzewiejący[8]
- Cantharellus friesii Quél. 1872 – pieprznik pomarańczowy
- Cantharellus cinereus (Pers.) Fr. 1821 – pieprznik szary
- Cantharellus ianthinoxanthus (Maire) Kühner 1947[6] – tzw. lejkowiec fioletowy[9]
- Cantharellus melanoxeros Desm. 1830[8] – tzw. lejkowiec czarniawy[9]
- Cantharellus pallens Pilát 1959 – pieprznik blady

Nazwy naukowe na podstawie Index Fungorum. Wykaz gatunków i nazwy polskie według Władysława Wojewody i innych.
Dawniej do rodzaju Cantharellus zaliczano także lejkowca brzoskwiniowonnego, obecnie według Index Fungorum należącego do rodzaju Craterellus.